# كاسل (مسلسل)
كاسل (بالإنجليزية: Castle)‏ مسلسل تلفزيوني أمريكي بطولة ناثان فيليون في دور البطولة بدور الكاتب ريتشارد كاسل الشهير الذي يعيش في نيويورك وستانا كاتيش بدر المحققة الجنائية كايت باكيت. عرض على قناة اي بي سي منذ 9 مارس 2009 حتى 16 مايو 2016.

## ملخص القصة
«ريتشارد كاسل» روائي شهير يعيش في نيويورك مع والدته مارثا وابنته المراهقة ألكسيس يستدعى يوما إلى قسم شرطة نيويورك من أجل التحقيق معه في اكتشاف قاتل متسلسل يقوم باستخدام اساليب القتل التي وردت في رواياته، يخضع «كاسل» للتحقيق من قبل التحرية اللامعة كايت التي تحاول الإطاحة بالمجرم.
بعدها يشارك «كاسل» في الإمساك بالقاتل، ثم ما تلبث أن تنشأ علاقة بين «كاسل» وكايت اللذان يقومان بالتعاون على حل المزيد من جرائم القتل في مدينة نيويورك. في بداية الامر ترفض المحققة وجود كاسل معها، والذي يستخدم علاقاته ومعرفته بالحاكم من أجل البقاء بالقرب من المحققة الجميلة والتي يتخذها ألهاما له في كتابة الشخصية المحورية في إحدى رواياته الجديدة.

## الشخصيات الرئيسة
- ناثان فيليون: ريتشارد «ريك»، ألكسندر كاستل
- ستانا كاتيش: الملازم/المحققة كاترين « كايت »، باكيت
- جون هيرتاس: المحقق خافيير «خافي»، اسبيزيتو
- سيموس ديفي: المحقق كيفين، رايان
- تامالا جونز: د. ليني، باريش
- روبن سانتياغو هيتسون النقيب: روي، مونتيغومري (ظهر في المواسم 1,2,3)
- مولي كيين: اليكسيس كاستل - أبنة كاستل
- سوزان سوليفان: مارثا، رودريغاز - أم كاستل
- جوهنسون جيرالد: النقيب فيكتوريا، جايت (ظهرت ابتداء من الموسم4)

## جوائز وترشيحات المسلسل
| السنة | مهرجان الجوائز         | صنف الجائزة                                                                | المرشحون                           | النتائج |
| ----- | ---------------------- | -------------------------------------------------------------------------- | ---------------------------------- | ------- |
| 2009  | جوائز إيمي             | Outstanding Music Composition for a Series                                 | عن حلقة "زهور على قبرك"            | رُشِّح     |
| 2009  | جوائز ستالايت          | أفضل ممثل في مسلسل تلفزيوني، دراما                                         | ناثان فيلون                        | رُشِّح     |
| 2009  | جوائز ستالايت          | أفضل ممثل في مسلسل تلفزيوني، دراما                                         | ستانا كاتيش                        | رُشِّح     |
| 2010  | جوائز إيمي             | Outstanding Hairstyling for a Single Camera Series                         | عن حلقة "نهاية أسبوع مصاصي الدماء" | رُشِّح     |
| 2010  | جوائز إيمي             | Outstanding Makeup for a Single Camera Series                              | عن حلقة "نهاية أسبوع مصاصي الدماء" | رُشِّح     |
| 2010  | جوائز إيمي             | Outstanding Prosthetic Makeup for a Series, Miniseries, Movie or a Special | عن حلقة "نهاية أسبوع مصاصي الدماء" | رُشِّح     |
| 2010  | جوائز جولدن ريل        | أفضل مونتاج صوتي - مقطوعة موسيقية تلفزيونية                                | عن حلقة "آخر الكلمات الشهيرة"      | رُشِّح     |
| 2010  | جوائز جولدن ريل        | أفضل مونتاج صوتي - حلقات تلفزيونية                                         | أمبر فانك (محرر موسيقي)            | رُشِّح     |
| 2011  | جوائز تي في جيد        | أفضل ثنائي ينبغي أن يكون                                                   | ناثان فيلون وستانا كاتيش           | فوز     |
| 2011  | جوائز تي في جيد        | أفضل مسلسل درامي                                                           |                                    | فوز     |
| 2012  | جوائز إختيارات الجمهور | أفضل مسلسل تلفزيوني جريمة/دراما                                            |                                    | فوز     |
| 2012  | جوائز إختيارات الجمهور | أفضل ممثل دراما تلفزيونية                                                  | ناثان فيلون                        | فوز     |
| 2012  | PRISM جوائز            | أفضل أداء دراي تلفزيوني                                                    | ستانا كاتيش                        | فوز     |
| 2012  | PRISM جوائز            | أفضل أداء دراي تلفزيوني                                                    | جون هيرتاس                         | فوز     |
| 2012  | PRISM جوائز            | حلقة من مسلسل درامي – الصحة العقلية                                        | عن حلقة "قتل بالرصاص"              | فوز     |

## تاريخ العرض ومعدلات المشاهدة
عرض كاستل لأول مرة كمسلسل بديل على أي بي سي في 9 مارس، 2009. أي بي سي جددت كاستل لموسم ثان مع طلبية مبدئية من 13 حلقة، ثم ما لبثت أن جددت الشبكة الطلب في وقت لاحق من الشركة المنفذة من أجل 22 حلقة، ثم إلى 24 حلقة.
بث الموسم الثاني لأول مرة يوم الاثنين 21 سبتمبر، 2009 ومع تزايد نسب المشاهدة قررت شبكة أي بي سي في مارس عام 2010، عرض المسلسل لموسم ثالث، الموسم ابتدأ بـ 22 حلقة، عرضت حلقته الأولى في 20 سبتمبر 2010 ثم في 11 نوفمبر 2010، أي بي سي قررت تمديد عروض المسلسل إلى 24 حلقة.
في 10 يناير 2011، أعلنت أي بي سي عن انه تم تجديد عروض المسلسل إلى موسم رابع بـ 22 حلقة. ابتدأ عرض الموسم الرابع يوم الاثنين 19 سبتمبر، 2011 في الساعة 22:00 مساء وفي 8 ديسمبر 2011، طلبت أي بي سي حلقة إضافية ليصبح الموسم الرابع بمجموع 23 حلقة.
| الموسم | توقيت العرض (التوقيت المحلي لشرق أمريكا) | عدد الحلقات | الافتتاح       | الافتتاح                            | الاختتام     | الاختتام                                | الموسم التلفزيوني | الرتبة بين أكثر البرامج مشاهدةً | معدل المشاهدة (بالملايين) |
| الموسم | توقيت العرض (التوقيت المحلي لشرق أمريكا) | عدد الحلقات | تاريخ          | الحلقة الأولى المشاهدون (بالملايين) | تاريخ        | الحلقة الاختتامية المشاهدون (بالملايين) | الموسم التلفزيوني | الرتبة بين أكثر البرامج مشاهدةً | معدل المشاهدة (بالملايين) |
| ------ | ---------------------------------------- | ----------- | -------------- | ----------------------------------- | ------------ | --------------------------------------- | ----------------- | ------------------------------ | ------------------------- |
| 1      | الإثنين 10:00 مساء                       | 10          | 9 مارس 2009    | 10.76                               | 11 ماي 2009  | 9.96                                    | 2009              | #41                            | 10.19                     |
| 2      | الإثنين 10:00 مساء                       | 24          | 21 سبتمبر 2009 | 9.26                                | 17 ماي 2010  | 10.07                                   | 2009-2010         | #30                            | 10.25                     |
| 3      | الإثنين 10:00 مساء                       | 24          | 20 سبتمبر 2010 | 10.70                               | ماي 16, 2011 | 12.93                                   | 2010-2011         | #30                            | 11.44                     |
| 4      | الإثنين 10:00 مساء                       | 23          | 19 سبتمبر 2011 | 13.28                               | 7 ماي 2012   | 12.36                                   | 2011–2012         | #22                            | 12.18                     |

## العرض في العالم العربي
عرض المسلسل لأول مرة في العالم العربي في سنة 2010 على قناة فوكس وعرض منه الموسمين الأول والثاني وكان يعرض حينها باللغة الإنجليزية مع عنونة السطور باللغة العربية.
في الأول مارس 2011 وفي إطار سياسة جديدة تحولت فوكس لدبلجة المسلسلات من الإنجليزية إلى العربية وأعادت القناة حينها عرض الموسمين الأول والثاني مرة أخرى مدبلجا للعربية كما تم بث الموسم الثالث كذلك مدبلجا لأول مرة.

## روابط خارجية
- كاسل على موقع IMDb (الإنجليزية)
- كاسل على موقع ميتاكريتيك (الإنجليزية)
- كاسل على موقع روتن توميتوز (الإنجليزية)
- كاسل على موقع فيلمافينيتي (الإسبانية)
- كاسل على موقع كينوبويسك (الروسية)
- كاسل على موقع ألو سيني (الفرنسية)
- كاسل على موقع قاعدة بيانات الفيلم (الإنجليزية)